# Last Knights – Die Ritter des 7. Ordens
Last Knights – Die Ritter des 7. Ordens ist ein Filmdrama aus dem Jahre 2015 von Kazuaki Kiriya. Die Handlung des Films basiert unter anderem auf der japanischen Geschichte der 47 Ronin und weiteren traditionellen asiatischen Kinothemen, die auf das europäische Mittelalter adaptiert wurden. Das Drehbuch wurde von Michael Konyves und Dove Sussman verfasst. Hauptdarsteller sind Clive Owen und Morgan Freeman.
In dem Film geht es um das Überleben der Ritter des in Ungnade gefallenen Fürsten Bartok, der sich gegen die grassierende Korruption des Ministers Gezza Mott auflehnte. Zentrale Motive sind Loyalität, Ehre und Rache.

## Handlung
Fürst Bartok wird an den kaiserlichen Hof zum Minister Gezza Mott gerufen; er folgt dem Ruf zusammen mit dem Kommandanten Raiden und einer Eskorte. Am Hof spricht man von Gezza Mott als zukünftigem Truchsess. Von den Fürsten des Reiches werden, damit sie sein Wohlwollen erlangen, große Geschenke erwartet. Fürst Bartok lehnt diese Verfahrensweise ab und überbringt Gezza Mott statt des erwarteten teuren Geschenks ein Seidentuch, was Gezza Mott gegen Fürst Bartok aufbringt. Gezza Mott zeigt ihm daher seine Schatzkammer mit den von anderen Fürsten erhaltenen wertvollen Geschenken. Dort bricht der Fürst wegen einer Krankheit zusammen, und Gezza Mott nutzt diese Schwäche, um ihn zu schlagen. Reflexartig zieht Fürst Bartok sein Schwert und verletzt den Minister an der Hand. Hierfür wird er vor den Kaiser zitiert und angeklagt. In seiner Verteidigungsrede gesteht er den Angriff auf den Minister und prangert gleichzeitig die am Hof grassierende Korruption an. Als Reaktion darauf werden Fürst Bartok jedoch alle Ländereien entzogen, er selbst wird zum Tod verurteilt. Sein Kommandant Raiden wird gezwungen, das Todesurteil zu vollstrecken. Damit nicht auch die Familie Bartoks hingerichtet wird, fügt er sich und vollzieht die Hinrichtung. Nach der Vollstreckung kehren einige Begleiter des Fürsten zurück auf ihre Ländereien, andere bleiben in der Stadt des Kaisers und führen, nachdem sie aus allen Ämtern entfernt worden sind, ein entbehrungsreiches Leben. Das Siebte Korps, dessen Kommandant Raiden ist, wird aufgelöst.
Während die meisten Mitglieder des Korps ehrliche Arbeit wie Fischerei oder das Schmieden suchen, verfällt Raiden dem Alkohol und dem Glücksspiel und umgibt sich mit Dirnen. Seine Frau verlässt ihn, und er verpfändet das ihm von Fürst Bartok vor dessen Tod überreichte Schwert, um sich noch mehr Alkohol kaufen zu können.
Gezza Mott hingegen leidet an Verfolgungswahn und wittert eine Verschwörung seitens der ehemaligen Ritter von Fürst Bartok. Er lässt Raiden von seinem Kommandanten rund um die Uhr beschatten. Als Raiden Fürst Bartoks Tochter als jungfräuliche Hure angeboten wird und dieser nicht mit Rache reagiert, berichtet der Kommandant Gezza Mott, dass Raiden gebrochen sei und von ihm keinerlei Gefahr mehr ausgehe.
Dies ist der Moment auf den die Ritter des Siebten Korps gewartet haben. Als Arbeiter getarnt und mit falschen Pässen ausgestattet, haben sie die ganze Zeit über die Festung ausgekundschaftet und einen Plan entwickelt, wie diese schnell und leise eingenommen werden kann.
In der folgenden Nacht dringen sie in die Festung ein und schaffen es bis vor die Gemächer von Gezza Mott. Dort kommt es zum Duell der beiden Kommandanten, aus welchem Raiden als Sieger hervorgeht, nachdem sein Schwert das seines Widersachers zerstört. Daraufhin ergeben sich die restlichen Truppen und Raiden hat freie Bahn zu Gezza Mott.
Als dieser ihn mit einem Dolch erstechen will, enthauptet Raiden ihn.
Der Kaiser erkennt zwar die Fehler von Gezza Mott, kann die Taten der Ritter jedoch nicht ungesühnt lassen, da ein Angriff auf die Berater des Kaisers einem Angriff auf den Kaiser gleichkommt. Er fragt seine Fürsten um Rat und bekommt mehrheitlich die Bestätigung, dass das Hinrichten der Ritter das Volk gegen ihn aufbringen und die Ritter zu Märtyrern machen würde.
Ein Fürst jedoch, dessen Tochter Hannah mit Gezza Mott zwangsverheiratet war, hat im Vorfeld mit Raiden ebendiesen Plan erarbeitet, der zum Sturz von Gezza Mott führte. Raiden hat vorausgesehen, dass der Kaiser nach Rache sinnt, und stellt sich nun vor seine Ritter. Raiden wird vermutlich hingerichtet (dies bleibt am Ende jedoch offen, da es nicht gezeigt wird), und die restlichen Ritter dienen wieder dem Hause Bartok, nun jedoch Fürst Bartoks Tochter.

## Produktion
Die Außenaufnahmen des Filmes wurden in Tschechien gedreht. Der Film ist digital im 35-mm-Filmformat, anamorphotisch im Seitenverhältnis 2.35:1 (Panavision) mit Dolby-Digital-Ton aufgenommen worden.
Luca Productions und Czech Anglo Productions produzierten den Film schon 2012, benötigten aber bis 2014, um einen Filmverleih zu finden.

## Veröffentlichung
Der Filmstart war am 3. April 2015 in den Vereinigten Staaten und Kanada, gefolgt von Litauen und Estland am 10. April. Im deutschsprachigen Raum wurde der Film direkt auf DVD am 19. Oktober 2015 veröffentlicht, wie auch in Schweden. In Spanien hatte der Film seine Premiere im Fernsehen am 10. Juli. Auf dem Tokyo International Film Festival war die Japanpremiere am 28. Oktober 2015.
Seit Juni 2024 ist der Film über Prime Video streambar.

## Synchronisation
Die deutsche Synchronisation erfolgte bei Scalamedia in Berlin. Das Dialogbuch stammt von Gerrit Schmidt-Foß, der auch die Dialogregie übernahm.
| Rolle      | Darsteller         | Deutsche Sprecher   |
| ---------- | ------------------ | ------------------- |
| Raiden     | Clive Owen         | Tom Vogt            |
| Bartok     | Morgan Freeman     | Klaus Sonnenschein  |
| Gezza Mott | Aksel Hennie       | Marcel Collé        |
| Lt. Cortez | Cliff Curtis       | Ingo Albrecht       |
| Amy        | Anna Linhartová    | Sophie Lechtenbrink |
| Arzt       | Pavel Kríz         | Frank Kirschgens    |
| Auguste    | Sung-kee Ahn       | Stefan Gossler      |
| Buchhalter | Peter Hosking      | F.G.M. Stegers      |
| Gabriel    | Noah Silver        | Patrick Baehr       |
| Gesandter  | Lee Ingleby        | Gerrit Schmidt-Foß  |
| Hannah     | Si-Yeon Park       | Nadine Zaddam       |
| Ito        | Tsuyoshi Ihara     | Oliver Siebeck      |
| Jim        | James Babson       | Lutz Schnell        |
| Josiah     | Michael Lombardi   | Nic Romm            |
| Kaiser     | Peyman Moaadi      | Marcus Off          |
| Lilly      | Rose Caton         | Maria Hönig         |
| Maria      | Shohreh Aghdashloo | Katharina Lopinski  |
| Naomi      | Ayelet Zurer       | Natascha Schaff     |
| Olaf       | Dave Legeno        | Erich Räuker        |
| Rodrigo    | Daniel Adegboyega  | Kevin Kraus         |
| Slim Tully | Giorgio Caputo     | Nicolas Böll        |
| Thomas     | Dan Brown          | Sven Brieger        |
| Fürst #1   | N. N.              | Marlon Rosenthal    |
| Truchsess  | Robert Russell     | Rüdiger Evers       |

## Kritiken
Die Bewertung des Filmes fällt auf der Webseite Rotten Tomatoes überwiegend schlecht aus. Nur 16 Prozent der Kritiker gaben eine positive Bewertung ab. Für den Filmdienst ist der Film ein „unausgegorener Versuch, den japanische ‚Ronin‘-Mythos in ein fiktives europäisches Mittelalter zu transponieren“, der „trotz guter Darsteller“ daran scheitere, „dass sein Drehbuch ebenso hölzern bleibt wie die Kampfchoreografien.“